# Лопес, Бальдомеро
Бальдомеро Лопес (англ. Baldomero Lopez; 23 августа 1925 — 15 сентября 1950) — лейтенант Корпуса морской пехоты США, участник Корейской войны. За героизм, проявленный во время Инчхонской десантной операции, посмертно награждён Медалью Почёта — высшей военной наградой США.

## Биография
Родился в Тампа-Бэй, Флорида. После вступления в ВМС США учился в Военно-морской академии США. Окончил её с присвоением звания 2-го лейтенанта морской пехоты в июне 1947 года. В 1948 году служил в Китае, будучи командиром миномётного отделения. После возвращения в США продолжал службу на базе Кэмп-Пендлтон, Калифорния. В июне 1950 года получил звание 1-го лейтенанта.

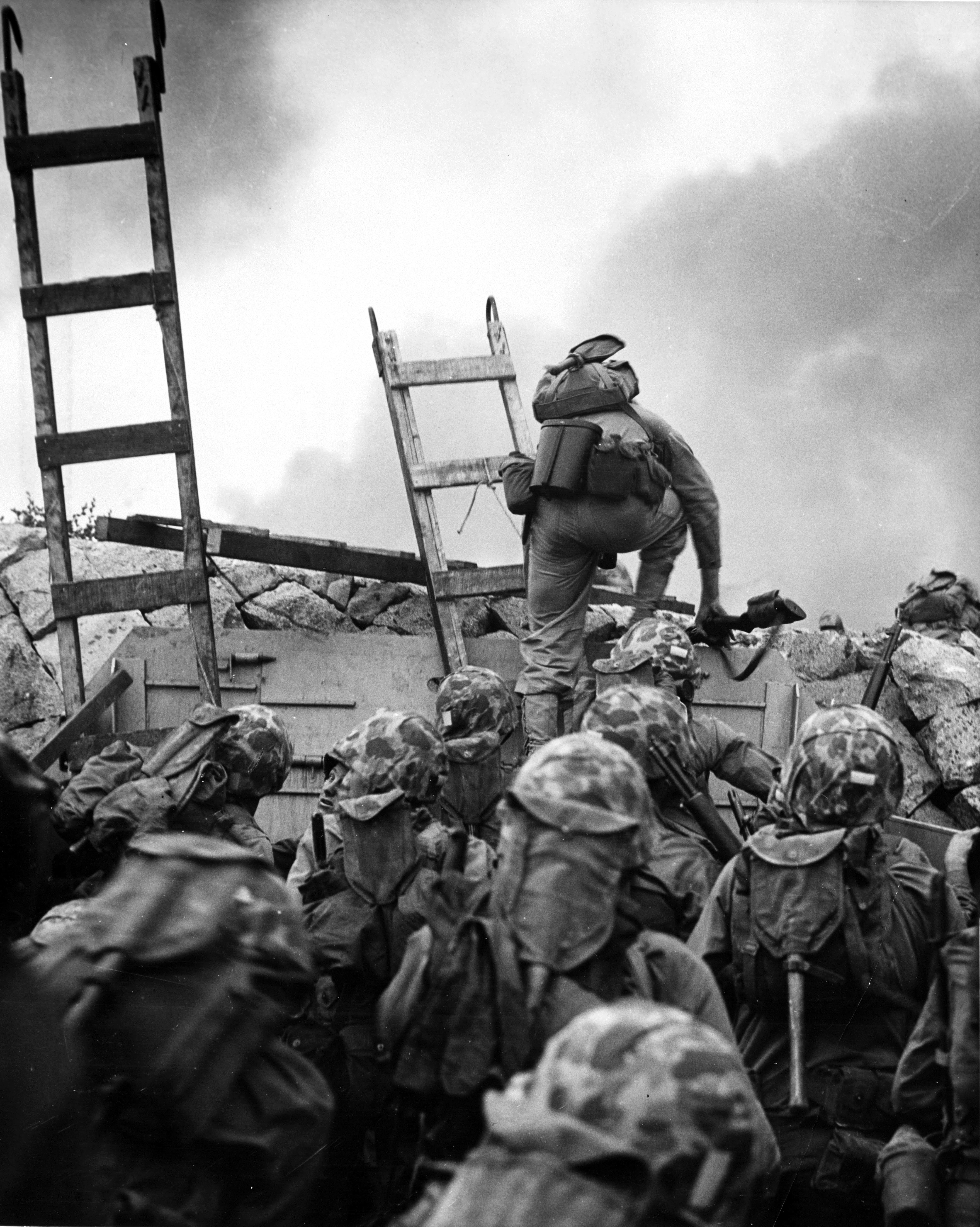
1-й лейтенант Лопес (на стене) ведёт свой взвод в атаку за несколько минут до гибели

Когда началась война в Корее, Лопес добровольно вызвался для отправки на театр военных действий. Взвод под его командованием в составе 1-го батальона 5-го полка 1-й дивизии морской пехоты участвовал в Инчхонской десантной операции, переломившей ход войны в пользу сил ООН. Первый десант был высажен 15 сентября 1950 года. Подразделение Лопеса высаживалось на «красном пляже», где морским пехотинцам пришлось по заранее приготовленным лестницам преодолевать высокую береговую стену, после чего они попали под огонь долговременных огневых точек противника. Лопес собирался кидать гранату в один из бункеров, когда получил ранения в правое плечо и грудь, в результате чего выронил гранату с уже выдернутой чекой. Сознавая опасность для находившихся рядом товарищей и не будучи в состоянии отбросить гранату в сторону из-за тяжёлого ранения, 1-й лейтенант Лопес накрыл её своим телом.
За свой поступок Лопес был посмертно удостоен Медали Почёта США. Также имел следующие награды: медаль «Пурпурное сердце», Президентскую благодарность подразделению с одной звездой, медаль «За службу в Китае», медаль «За службу в Корее» с двумя бронзовыми звёздами.

## Память
Бальдомеро Лопесу посвящены комната в Бэнкрофт-Холл (общежитии Военно-морской академии) и мемориал Корейской войны в Тампе, Флорида. В его честь назван контейнеровоз ВМС США (1st Lt. Baldomero Lopez, T-AK-3010).